# Игор Бондаревски
Игор Захарович Бондаревски (12 май 1913, хутор Самсонов, близо до Ростов на Дон – 14 юни 1979, Пятигорск) е съветски шахматист, гросмайстор (1950). Заслужил майстор на спорта на СССР (1948). Заслужил треньор на СССР (1966).

## Биография
В младостта си Игор Бондаревски взима участие в градски съревнования, бил е шампион на Ростов на Дон. През 1937 г. за пръв път играе в шампионата на СССР. Участввал е в 9 шампионата, през 1940 завоюва званието шампион на СССР. Участва в междузоналния турнир 1948 г., класира се за турнира на претендентите, в който не успява да играе поради болест. От 60-те години рядко участва в съревнования и се занимава с треньорска и литературна дейност. Бил е треньор на много от най-силните гросмайстори на СССР, в това число Борис Спаски в периода на неговата борба за званието „световен шампион“. Участвал е в турнирите по кореспондентен шах, гросмайстор (1961). Имал е званието „международен съдия“ (1954). Автор е на дебютни разработки в Дамски гамбит (система Тартаковер – Макогонов – Бондаревски).
По образование е инженер-икономист.
Жена на И. З. Бондаревски е известната шахматистка Валентина Козловская.

## Спортни резултати
| Година    | Турнир                                                       | Резултат  | Място   |
| --------- | ------------------------------------------------------------ | --------- | ------- |
| 1935      | Шампионат на РСФСР                                           |           | 6 – 7   |
| 1937      | 10-и шампионат на СССР                                       | 9½ от 19  | 10 – 12 |
| 1939      | 11-и шампионат на СССР                                       | 10 от 17  | 6       |
| 1940      | 12-и шампионат на СССР                                       | 13½ от 19 | 1 – 2   |
| 1941      | Мач-турнир за званието „абсолютен шампион на СССР по шахмат“ | 8 от 20   | 6       |
| 1945      | 14-и шампионат на СССР                                       | 9½ от 17  | 4 – 6   |
| 1945      | Радиомач по шахмат СССР – САЩ                                | ½ от 2    |         |
| 1946      | Радиомач по шахмат СССР – Великобритания                     | 2 от 2    |         |
| 1947      | 15-и шампионат на СССР                                       | 12 от 19  | 3 – 4   |
| 1948      | Междузонален турнир                                          | 10½ от 19 | 6 – 9   |
| 1948      | 16-и шампионат на СССР                                       | 9½ от 18  | 6 – 9   |
| 1950      | 18-и шампионат на СССР                                       | 8 от 17   | 12 – 13 |
| 1951      | 19-и шампионат на СССР                                       | 8 от 17   | 12 – 13 |
| 1960 – 61 | Международен турнир (Хастингс)                               | 6 от 9    | 2       |
| 1963      | 31-ви шампионат на СССР                                      | 6½ от 19  | 18 – 19 |

## Книги
- 20 партий XII Всесоюзного шахматного первенства. – Ростов-на-Дону, 1941. 112 с.
- Советские шахматисты в США, Англии, Швеции. – Москва: Физкультура и спорт, 1955. 216 с.
- Межзональный шахматный турнир. Гётеборг, 1955 г. – Москва: Физкультура и спорт, 1957. 207 с.
- Комбинации в миттельшпиле. – Москва: Физкультура и спорт, 1960. 80 с. (Библиотечка начинающего шахматиста). (Има преиздаване)
- Атака на короля. – Москва: Физкультура и спорт, 1962. 112 с. (Библиотечка начинающего шахматиста).
- Борис Спасский штурмует Олимп. – Калуга, 1966. 163 с.
- Учитесь играть в шахматы. – Ленинград: Лениздат, 1966. 80 с.
- Петросян – Спасский, 1969. – Москва: Физкультура и спорт, 1970. 184 с. (В съавторство с Исак Ефремович Болеславски)

## Препратки и източници
- Партии в базата Chessgames
- Личности: Бондаревский, Игорь Захарович